# Luke Skywalker et l'Ombre de Mindor
Luke Skywalker et l'Ombre de Mindor (titre original : Luke Skywalker and the Shadows of Mindor) est un roman de science-fiction de Matthew Stover s'inscrivant dans l'univers étendu de Star Wars. Publié aux États-Unis par Del Rey Books en 2008, puis traduit en français et publié par les éditions Pocket en 2017,, il se déroule en l'an 5 après BY.